# Biegusy
Biegusy (Arenariinae) – podrodzina ptaków z rodziny bekasowatych (Scolopacidae).

## Występowanie
Podrodzina obejmuje gatunki w sezonie lęgowym zamieszkujące głównie tundrę i morskie wybrzeża w północnej Eurazji i Ameryce Północnej. Jeden gatunek – brodźczyk krótkodzioby (Prosobonia parvirostris) – jest endemitem archipelagu Tuamotu (Polinezja Francuska).

## Cechy charakterystyczne
Charakteryzują się następującymi cechami:
- długość ciała 12–30 cm
- upierzenie zwykle brązowe lub szare, plamkowane
- cienki dziób, dość krótki jak na siewkowe
- żywią się drobnymi bezkręgowcami
- wędrowne.

## Systematyka
Do podrodziny należą następujące plemiona:
- Prosoboniini Bonaparte, 1850
- Arenariini Stejneger, 1885
- Calidrini Reichenbach, 1849[a]